# EU-SILC
EU-SILC, englisch European Union Statistics on Income and Living Conditions, deutsch Europäische Gemeinschaftsstatistik über Einkommen und Lebensbedingungen, ist eine  Erhebung zu Einkommen und Lebensbedingungen in Europa.
Ziel ist, zeitlich und international vergleichbare mehrdimensionale Mehrebenen- und Längsschnittmikrodaten zu den Themen
- Einkommen,
- Armut,
- Deprivation,
- Soziale Exklusion (Ausgrenzung)
- Wohnverhältnisse
- Arbeit
- Bildung und
- Gesundheit

zu sammeln. Es werden dabei sowohl monetäre als auch nichtmonetäre Aspekte nach objektiven und subjektiven Gesichtspunkten erhoben.
Das Ziel von EU-SILC ist die Beobachtung von Armut und sozialer Ausgrenzung und dient in diesem Zusammenhang zur Überwachung der Strategie Europa 2020. Die Erhebung wurde 2003 in 6 Mitgliedsstaaten und Norwegen gestartet und ist in das Europäische Statistische System (ESS) eingebettet. Inzwischen nehmen alle EU-Mitglieder sowie die Schweiz, Norwegen, Island, Türkei, Serbien und Mazedonien teil.
Die Vorgängerstudie von EU-SILC hieß Haushaltspanel der Europäischen Gemeinschaft (engl. European Community Household Panel) und wurde in acht Wellen zwischen 1994 und 2001 erhoben.

## Nationales

### Deutschland
Die Bezeichnung der deutschen Befragung im Rahmen der europaweit durchgeführten Gemeinschaftsstatistik über Einkommen und Lebensbedingungen (EU-SILC) ist LEBEN IN EUROPA. Die Befragung wird jährlich seit 2005 durchgeführt. Pro Jahr werden in Deutschland ca. 14.000 Haushalte mit 28.000 Personen befragt. Die Durchführung der Feldarbeit und die Erfassung der Daten erfolgen dezentral in den Statistischen Landesämtern. Anschließend erfolgt im Statistischen Bundesamt die Datenaufbereitung für europäische Zwecke sowie die Veröffentlichung des Bundesergebnisses. Bei LEBEN IN EUROPA wird jeder Haushalt in maximal vier aufeinanderfolgenden Jahren befragt (Rotationspanel). Dies bedeutet, dass jedes Jahr ein Viertel der Stichprobe durch neue Haushalte ersetzt wird. Die Haushalte nehmen freiwillig an LEBEN IN EUROPA teil.
Die Qualität der deutschen Daten und der ermittelten Indikatoren wurde in den Anfangsjahren eher skeptisch gesehen, mittlerweile gelten die Ergebnisse als recht zuverlässig. Probleme bestehen weiterhin hinsichtlich der Einbeziehung von gesellschaftlichen Randgruppen in die Erhebung.
Die in den Massenmedien verwendeten Begriffe "Armutsgefährdung" und "Armutsgefährdungsschwelle" beziehen sich häufig auf die Ergebnisse dieser Erhebung.
Seit 2020 ist die Erhebung als Unterstichprobe in den Mikrozensus integriert und wird als Erhebungsteil Einkommen und Lebensbedingungen bezeichnet. Unterstichprobe bedeutet, dass nur ein Teil der für den Mikrozensus ausgewählten Haushalte die Fragen der EU-weiten Erhebung EU-SILC erhält. Die Unterstichprobe umfasst ca. 12 % der Mikrozensus-Stichprobe und ist damit größer als zuvor bei der Erhebung LEBEN In EUROPA. Dies ermöglicht detailliertere Auswertungen der Daten. Eine weitere Änderung ist, dass für den Großteil der Fragen Auskunftspflicht besteht. Die Auskunftspflicht ermöglicht eine ausreichend hohe Teilnahmequote für sämtliche soziale Gruppen in der Bevölkerung, was bei einer freiwilligen Erhebung nicht zu realisieren ist. Dort zeigt sich in der Regel eine systematische Verzerrung der Stichprobe: Die Teilnahmequoten sind sowohl bei jenen sozialen Gruppen sehr gering, die ein überdurchschnittlich hohes Armutsgefährdungsrisiko aufweisen, als auch bei Gruppen mit einem besonders hohen Einkommen. Wenn nicht alle Personen antworten müssen, so wären nicht alle Bevölkerungsgruppen in der Stichprobe in ausreichender Zahl vertreten. Verzerrungen der Ergebnisse und falsche Schlussfolgerungen könnten die Folge sein.

### Österreich
Die Statistik Austria erhebt die Daten für SILC. Rechtliche Grundlage ist die Einkommens- und Lebensbedingungen-Statistikverordnung (ELStV). Die Stichprobe umfasst etwa 6.000 Haushalte.